# 短叶红豆杉
短叶红豆杉（學名：Taxus brevifolia），又名太平洋紫杉（英語：Pacific yew），是紅豆杉科紅豆杉屬的植物，原生於北美洲的太平洋西北地區。其树皮可提煉得到抗癌藥物紫杉醇。